# Wibert
Wibert of Wibertus (tweede helft 11e eeuw) was proost van Sint-Donaas in Brugge.

## Levensloop
Wibertus was de eerste die in latere lijsten als proost van de Sint-Donaaskerk werd aangetekend. Er is geen zekerheid of toen al echt een 'collegium' of gemeenschap van kerkbedienaars was. Er kan dus ook al voor hem een proost of minstens een 'primus inter pares' geweest zijn. Vanaf de elfde eeuw werden die clerici 'kanunnik' genoemd, zodat het goed mogelijk is dat het van toen af was dat de voornaamste onder hen met de naam 'proost' werd aangeduid. In 1086 wijdde de bisschop van Doornik een speciaal aan de kanunniken voorbehouden kerkhof in, gelegen in de binnenhof van Sint-Donaas en op 1089 volgde dan de grafelijke bevestiging. 
Het kapittel van de Sint-Donaaskerk bevond zich toen nog in een beginstadium. Er was nog geen sprake van het benoemen van de proost tot Kanselier van Vlaanderen. Wel mag men aannemen dat deze proost (al dan niet de eerste) ook betrokken was bij het bestuur van het graafschap Vlaanderen, zoals het werd uitgeoefend onder de toenmalige graven van Vlaanderen.